# Raphiocarpus sinicus
Raphiocarpus sinicus är en tvåhjärtbladig växtart som beskrevs av Woon Young Chun. Raphiocarpus sinicus ingår i släktet Raphiocarpus och familjen Gesneriaceae. Inga underarter finns listade i Catalogue of Life.